# Palatka
Palatka es una ciudad ubicada en el condado de Putnam en el estado estadounidense de Florida. En el Censo de 2010 tenía una población de 10.558 habitantes y una densidad poblacional de 447,77 personas por km².

## Geografía
Palatka se encuentra ubicada en las coordenadas 29°38′56″N 81°39′44″O / 29.64889, -81.66222, a la orilla del río San Juan. Según la Oficina del Censo de los Estados Unidos, Palatka tiene una superficie total de 23,58 km², de la cual 22,14 km² corresponden a tierra firme y (6.12%) 1.44 km² es agua.

## Demografía
Según el censo de 2010, había 10.558 personas residiendo en Palatka. La densidad de población era de 447,77 hab./km². De los 10.558 habitantes, Palatka estaba compuesto por el 46.26% blancos, el 49.77% eran afroamericanos, el 0.3% eran amerindios, el 0.57% eran asiáticos, el 0.02% eran isleños del Pacífico, el 1.46% eran de otras razas y el 1.62% pertenecían a dos o más razas. Del total de la población el 4.57% eran hispanos o latinos de cualquier raza.